# Aglauro (hija de Acteo)

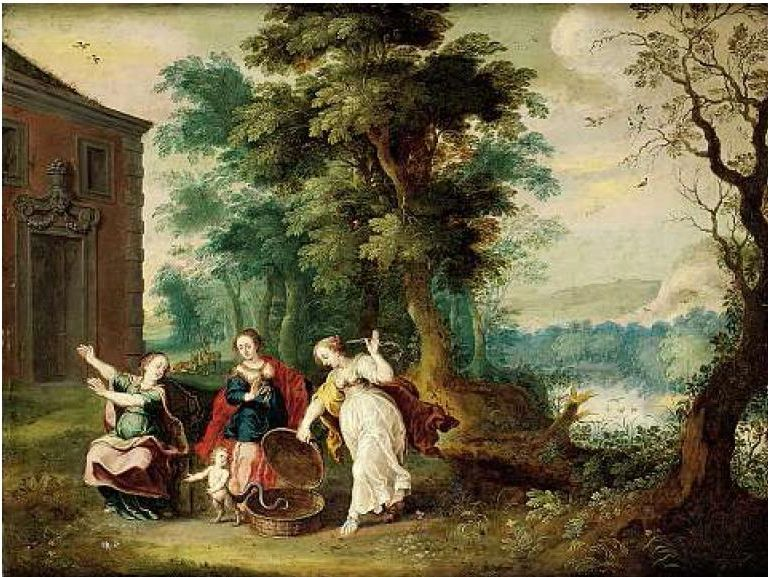
Jasper van der Laanen: Las hijas de Cécrope liberan a Erictonio (Die Töchter des Kekrops befreien Erichthonius, ca. 1620).

Aglauro, Agraulo o Aglaura (en griego antiguo Ἄγραυλος, Ágraulos o Ἄγλαυρος, Áglauros, de aglaós, 'radiante' y aós, 'mañana' o de ἄγριος, 'campesino, viviendo al aire libre'), en la mitología griega, era hija de Acteo, primer rey de Ática y esposa de Cécrope, primer rey de Atenas y fundador mítico de la ciudad, llamada primigeniamente, la ciudad de Cécrope.

## Mitología
Con Cécrope tuvo un hijo: Erisictón; y tres hijas: Aglauro, Herse y Pándroso, a las que se las denomina Cecrópidas o Aglauridas. Estas tres hijas tienen gran importancia en la historia de Erictonio, hijo de Gea: ésta, al dar a luz, se lo confió a Atenea, que lo metió en un cesto y se lo entregó a las tres hermanas.